# Oliver Højer
Oliver Højer (født 24. januar 2007) er en dansk fodboldspiller, der spiller for den danske superligaklub F.C. København som midtbanespiller. Han har endvidere spillet en række kampe på de danske ungdomslandshold.

## Klubkarriere
Oliver Højre begyndte som dreng at spille fodbold i KB og rykkede senere til F.C. Københavns ungdomshold. Han spillede for klubbens U/19-hold, hvor han deltog i 2023-24 sæsonen i UEFA Youth League.
I sommeren 2024 blev han indlemmet i F.C. Københavns førsteholdstrup. Han fik debut for F.C. København den 25. juli 2024, hvor han blev skiftet ind  for Magnus Mattsson i en UEFA Conference League-kvalifikationskamp mod FC Bruno Magpies i Gibraltar, og opnåede et skud på stolpen. I returkampen den 1. august 2024 fik han debut i Parken, hvor han igen blev skiftet ind for Mattsson og scorede sit første mål for klubben. 

## Landsholdskarriere
Oliver Højer har spillet på de danske U/16 og U/17-ungdomslandshold og deltog ved slutrunden ved EM for U/17-landshold i 2024, hvor han spillede 4 kampe. 